# Bolívar Pagán

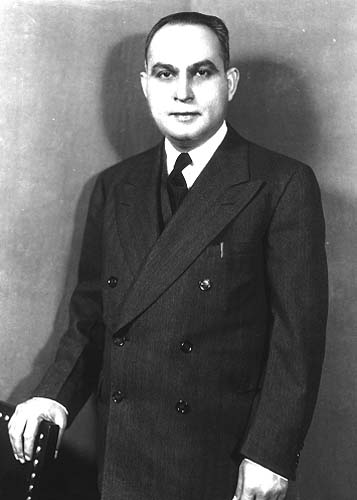
Bolívar Pagán

Bolívar Pagán (* 16. Mai 1897 in Guayanilla; † 9. Februar 1961 in San Juan) war ein puerto-ricanischer Politiker. Zwischen 1939 und 1945 vertrat er Puerto Rico als Delegierter (Resident Commissioner) im Repräsentantenhaus der Vereinigten Staaten.

## Werdegang
Bolívar Pagán besuchte die öffentlichen Schulen in Adjuntas und die High School in Ponce. Nach einem anschließenden Jurastudium an der Universität von Puerto Rico und seiner 1921 erfolgten Zulassung als Rechtsanwalt begann er in San Juan in diesem Beruf zu arbeiten. Im Jahr 1922 wurde er Richter in Fajardo. Von 1923 bis 1951 gehörte er dem Wahlausschuss von Puerto Rico an. Politisch war er damals Mitglied der dortigen Partido Socialista. 1924 wurde er Mitglied der Coalición, die nach einer Fusion der Partido Socialista mit der Unión Republicana entstanden war. Im Jahr 1924 kandidierte er erfolglos für das Repräsentantenhaus von Puerto Rico; von 1925 bis 1929 war er Stadtkämmerer in San Juan. 1928 strebte er erfolglos seine Wahl in den Senat von Puerto Rico an. Von 1930 bis 1933 gehörte er der dortigen Dienstleistungskommission an. Zwischen 1933 und 1939 war er Mitglied und zeitweise Präsident des Staatssenats. In den Jahren 1936 und 1937 leitete er als City Manager die Stadtverwaltung von San Juan. Er war Mitglied der amerikanischen Delegation der Interparlamentarischen Union. Darüber hinaus war er als Autor und Verleger tätig.
Nach dem Tod des Kongressdelegierten Santiago Iglesias wurde Bolívar Pagán vom Gouverneur zu dessen Nachfolger im US-Repräsentantenhaus ernannt, wo er am 26. Dezember 1939 sein neues Mandat antrat. Nach einer Wiederwahl konnte er bis zum 3. Januar 1945 im Kongress verbleiben. Diese Zeit war von den Ereignissen des Zweiten Weltkrieges geprägt. Im Jahr 1944 verzichtete Bolívar Pagán auf eine weitere Kandidatur. Zwischen 1945 und 1953 gehörte er nochmals dem Senat von Puerto Rico an. Ansonsten praktizierte er wieder als Anwalt. Er starb am 9. Februar 1961 in San Juan.